# Peter Elmsley (Philologe)
Peter Elmsley (* 1773 in Hampstead; † 8. März 1825 in Oxford) war ein britischer Klassischer Philologe und Kirchenhistoriker.
Sein Onkel war ein bekannter Buchhändler und sein Namensgeber. Elmsley besuchte die Westminster School und studierte Klassische Philologie am Christ Church College in Oxford. 1794 folgte der Bachelor und 1797 der Masterabschluss. Nach Beendigung des Studiums verbrachte er die folgenden Lebensjahre zunächst in Edinburgh und von 1807 bis 1816 in Kent. 1797 folgte die geistliche Weihe und das Benefiziat in Great Horkesley. 1814 wurde er Fellow der Royal Society. Für einige Jahre hielt er sich ab 1816 in Italien und Frankreich auf. Dort wertete er verschiedene Handschriften zu Sophokles für eine Edition aus. 1819 unterstützte er Humphry Davy in Neapel die Arbeit zu den Papyri aus Herculaneum. 1822 entschied man sich trotz hoher fachlicher Reputation gegen Elmsley für den altehrwürdigen Regius Chair of Ecclesiastical History (Lehrstuhl für Kirchengeschichte) in Oxford. 1823 wurde er zum Rektor von St. Alban Hall und als Camden Professor of Ancient History der Universität Oxford berufen, beide Ämter konnte er nur zwei Jahre bis zu seinem Tod 1825 ausüben.
Sein Forschungsschwerpunkt waren Editionen zu Sophokles und Euripides. Als erster Philologe wertete er 1818 in der Biblioteca Medicea Laurenziana in Florenz die dortige Handschrift mit Tragödien des Sophokles aus (Codex Laurentianus 32, 9). Außerdem arbeitete er für das Edinburgh Review. Elmsley pflegte regen Gelehrtenaustausch mit Richard Porson, Robert Southey und anderen Intellektuellen. Für seine Edition soll er jedoch Textkorrekturen von Porson übernommen haben, ohne dies kenntlich gemacht zu haben. In einem anonymen Beitrag in der Church of England Quarteley Review von 1839 wurden Plagiatsvorwürfe gegen ihn erhoben.